# سیارک ۷۹۷۹
سیارک ۷۹۷۹ (به انگلیسی: 7979 Pozharskij، نامگذاری:1978SV7) هفت هزار و نهصد و هفتاد و نهمین سیارک کشف شده‌است که در ۲۶ سپتامبر ۱۹۷۸ کشف شد.
قدر مطلق سیارک برابر ۱۳٫۰۰ است.